# Mateszowci
Mateszowci (bułg. Матешовци) – wieś w środkowej Bułgarii, w obwodzie Gabrowo, w gminie Trjawna. Od nie dawna miejscowość jest niezamieszkana.